# Steve Ramon
Steve Ramon (Brugge, 29 december 1979) is een Belgisch voormalig motorcrosser. 

## Levensloop
Hij is de zoon van Eddy Ramon, voormalig Belgisch kampioen zijspancross.
Ramon startte in 1997 in de 125cc-klasse, waar hij in 2003 het kampioenschap won, nadat hij in 2001 en 2002 vice-kampioen was geworden. Vanaf 2004 rijdt hij in de MX1-klasse. Hij werd vierde in de eindstand van de kampioenschappen van 2004 en 2005 en derde in 2006. In 2007 won hij het kampioenschap, nadat Stefan Everts zes jaar op rij het kampioenschap had gewonnen en er eind 2006 mee ophield. Ramon won verder het Belgisch kampioenschap 125cc in 1999 en 2000 en het Belgisch MX1-kampioenschap in 2004, 2006, 2007 en 2008. In 2003 won hij de Motorcross der Naties met landgenoten Stefan Everts en Joel Smets en in 2004 werd de titel gewonnen met Stefan Everts en Kevin Strijbos.
In 2008 werd Ramon tweede in het kampioenschap na de Italiaan met Belgische roots David Philippaerts. Tijdens het kampioenschap van 2009 op het circuit van Valkenswaard brak Ramon een nekwervel waardoor hij twee maanden niet kon racen. In Juli reed hij opnieuw voor de eerste keer na het ongeval een race voor het Belgisch kampioenschap.
In 2009 reed hij het kampioenschap voor het Teka Suzuki WMX1-team, gerund door Eric Geboers.

## Palmares
| 1          | 2002       | Nederland | Valkenswaard        |
| 2          | 2002       | Frankrijk | Saint-Jean-d'Angély |
| 3          | 2002       | Rusland   | Moskou              |
| 4          | 2003       | Nederland | Valkenswaard        |
| MX1-klasse |            |           |                     |
| 5          | 20-04-2008 | Spanje    | Bellpuig            |